# アレッサンドラ・ムッソリーニ
アレッサンドラ・ムッソリーニ（Alessandra Mussolini、1962年12月30日 - ）は、イタリアの政治家、女優、医師。
ファシストの独裁者として知られるベニート・ムッソリーニの孫娘であり、女優ソフィア・ローレンの姪にあたる。政治家として下院議員（5期）、上院議員（1期）、欧州議会議員（3期）を歴任した。

## 経歴

### 生い立ち
1962年12月30日、イタリアラツィオ州ローマに音楽家ロマーノ・ムッソリーニとアンナ・マリア・シッコローネの長女として生まれる。父ロマーノは名が示す通り、王政期のイタリアで独裁体制を築いた国家ファシスト党（PNF）のベニート・ムッソリーニ首相とその後妻ラケーレ・グイーディの三男（前妻イーダ・ダルセルとの子を含めれば四男）であったが、政治とは距離を取ってピアニストとして生計を立てていた。そのため、第二次世界大戦前後の騒乱に巻き込まれず、共和制に移行した戦後イタリアで静かな日々を送っていた。
一方、母アンナもアカデミー賞女優として知られるソフィア・ローレンの実妹であり、むしろ当初はこちらの血縁の方が彼女の人生に強い影響を与えた。

### 芸能活動
1970年代からソフィアの元で養育を受け、アカデミー賞及びゴールデングローブ賞の外国映画部門にノミネートされた『特別な一日』で映画デビューを果たし、主演を務める伯母と共演した。以後、「大女優の姪」として女優の他にモデル・歌手など様々な活動を展開した。精力的な芸能活動の傍ら、学業ではアメリカンスクールを経てローマ・ラ・サピエンツァ大学医学部に入校して医師免許取を取得、1986年に修士課程も修了している。
歌手業では1982年に日本のアルファレコードから日本語歌詞のポップスを多数収録したアルバムを限定リリース、日本のみの展開ということもあって欧米諸国で話題を集めた。モデル業では肉感的な体を武器にしていた叔母ソフィアに倣ってグラマー写真を中心に活動、イタリア版及びドイツ版『PLAYBOY』ではヌード撮影にも挑んでいる。
またこの時期には日本の歌手・沢田研二のオリジナルアルバム『JULIE SONG CALENDAR』に収録されている「CHI SEI（君は誰）」の作詞も手掛けている。
1989年、税関吏マウロ・フロリアーニと結婚、翌年にイスラエル映画『הדרך לעין חרוד』（Ha-Derech L'Ein Harod）を最後に芸能界からは引退した。ある映画プロデューサーに「ムッソリーニ姓を名乗らないこと」を勧められた為であると語っている。引退後は医師活動と家庭生活に専念して、外科医として勤務しつつカテリーナ、クラリッサ、ロマーノの一男二女を育てた。その際、子供たちが母方の姓も名乗れるようにするための複雑な法的手続きを行っている。

### 政治活動

#### イタリア社会運動
1992年、共和ファシスト党（PFR）の後継政党であるイタリア社会運動（MSI）からムッソリーニの孫娘として下院選挙のナポリ選挙区に擁立され、新人候補ながら初当選を勝ち取って下院議員となった。1993年11月、今度はナポリ市長選挙に出馬。決選投票まで駒を進めているが、イタリア民主党のアントニオ・バッソリーノ候補に敗れた。1994年、カンパニア州第1選挙区から出馬して下院議員に再選された。
1990年代から2000年代にかけて行われたジャンフランコ・フィーニ書記長による穏健化改革が進み、イタリア社会運動が国民同盟に再編され、2001年には悲願であった政権参加が達成される。1996年、国民同盟の候補としてカンパニア州第1選挙区で下院議員に三選した。この頃から党の方向性を巡ってフィーニ書記長とは政治的対立が生じるようになったが、一度は和解して国民同盟に留まっている。2001年、カンパニア州第1選挙区で当選して下院議員の4期目を迎え、同年にテレビのトークショーでイタリア共産主義者党出身のカティア・ベルリッロ機会均等大臣を「醜いコミュニスト」「キューバに移民したらいい」と痛罵している。
2002年、ムッソリーニへの賛辞を取り下げる言動を繰り返すフィーニに「目的の為に歴史を歪める政治家は好ましくない」と不快感を示すなど、関係は再び悪化した。2003年、フィーニが外務大臣として訪問したイスラエルにおいて、人種政策を行ったファシスト政権を「まったくの悪 (the absolute evil) 」と謝罪した事に激怒し、国民同盟を離党した。ただし、過去にイスラエル映画に出演してるようにイスラエルには友好的であり、イスラエルの生存権に関しては支持しており、フィーニの言動に対する不信感が離党の原因となっている。

#### 社会行動
2003年、個人政党「行動の自由」（it:Libertà di Azione）を立ち上げ、後に新党として「社会行動」（it:Azione Sociale）に改称された。フィーニとは異なり明確にファシズムを標榜しつつも、反ユダヤ主義への反対、同性愛やシビル・ユニオンの容認、中絶や人工授精の合法化、フェミニズムの支持など進歩的な政策を標榜し、穏健なファシストとして活動した。保守派からはしばしば「社会主義者」「左翼」との批判も受けているが、元々は祖父ムッソリーニも社会主義からファシズムに転向しており、福祉政策などで進歩的な政策を採用する事も多々あった。
2004年、下院から欧州議会への鞍替え出馬を行うべく新しき力のロベルト・フィオレ、イタリア国民戦線のアドリアーノ・ティルゲルら他のネオファシストと連携して政治会派「社会的選択」 (Alternativa Sociale)を結成した。参加政党はファシズムへの支持を除いて相容れない部分も多かったが、会派の支持を受けて欧州議会選の中部イタリア選挙区で欧州議会議員に当選した。同年の欧州議会ではイギリス独立党のゴドフリー・ブルーム欧州議員が専業主婦を称揚して「まともな知能のある経営者なら出産適齢期の女性を雇う事などあり得ない」「（女性が働くと）冷蔵庫が綺麗にならない」と発言した事に、「ナポリの女は冷蔵庫の掃除もできるし政治もできるけど、貴方にはどちらも無理でしょうね」と応酬している。
2005年、ラツィオ州の州知事選を巡って推薦人の署名に問題があるとして地方裁判所から立候補が認められず、自身に対する政治的攻撃であり「民主主義の正当性を失わせる」として国務院に上訴した。国務院は地方裁判所の判決を無効とし、「社会的選択」の立候補を認めた。
2006年、加盟政党の齟齬が大きくなった事から「社会的選択」の解散が決定された。同年に移民についての論戦でイタリア共産主義再建党のウラジーミル・ルクスリア（トランスジェンダーとして初めて下院議員に当選）から「ファシスト」と執拗に攻撃された事に対し、「オカマよりもファシストになる方がよい」（Meglio fascista che frocio）と応酬している。移民問題については強硬な姿勢を持ち、新たに参加した極右の欧州会派「アイデンティティ、伝統、主権」の会合で「ルーマニア人は不法滞在が職業がない」と発言し、大ルーマニア党が激怒して会派を離脱する騒動となった。

#### 自由の人民
2008年、社会行動をフォルツァ・イタリアと国民同盟による選挙連合「自由の家」に参加させる形で下院選挙に出馬し、5期目の当選を果たした。鞍替え当選によって欧州議会議員の残り任期は「社会的選択」で第2位候補だったロベルト・フィオレが繰り上げ当選した。
2009年、フォルツァ・イタリアと国民同盟を母体とする新党「自由の人民」が結党されると、社会行動も提案を受け入れて合流した。自由の人民では「社会行動」を背景に独自行動を取り、強いて言えばフィーニ派が主導する国民同盟系の政治家よりもシルヴィオ・ベルルスコーニらフォルツァ・イタリア出身の政治家と協力する事が多かった。

#### フォルツァ・イタリア
2013年、「自由の人民」が分裂すると国民同盟系の議員らのイタリアのための未来と自由やイタリアの同胞ではなく、ベルルスコーニが再結党したフォルツァ・イタリアに参加した。同年の上院選挙に擁立されて上院議員に初当選したが、早くも翌年には欧州議会議員選挙に鞍替え出馬し、欧州議会議員に再選されている。
2015年、夫であるフロリアーニが児童買春の容疑で逮捕されるというスキャンダルが起き、裁判で夫は懲役1年を求刑された。以前からカトリック教会の性的虐待事件を批判していた事もあり、離婚こそ選択しなかったものの、テレビ番組のインタビューで妻や女性として許す事はできないと強く夫を非難した。その際に「祖父のムッソリーニが生き返れば何を聞きたいか」と質問され、「クラレッタ・ペタッチをどう思っていたか」と回答している。
2018年、五つ星運動と同盟の連立に協力的な姿勢を取り、閣外協力に消極的なベルルスコーニとの距離感が生じた。フォルツァ・イタリアを反EUとポピュリズムの潮流に乗せようとする動きは親EUと中道主義を堅持する党内で成功せず、離党を宣言したがベルルスコーニから慰留される形で選挙協力は維持している。
2019年、ジム・キャリーがドナルド・トランプ大統領を批判する意図でムッソリーニの処刑を揶揄するイラストを描いた事について「嫌な奴」（bastard）と呼び、「どうせなら核実験や黒人差別を描いたらどうか」と皮肉っている。
2019年の欧州議会選挙に無所属で出馬するが、及ばず落選した。27年間の政治キャリアで鞍替え選挙での辞任は何度も行っているものの、落選での失職は1993年のナポリ市長選挙以来となる。敵対するイタリアの同胞が同じムッソリーニ家からカイオ・ジュリオ・チェザーレ・ムッソリーニ（ムッソリーニの次男ヴィットーリオの孫、アレッサンドラの従甥）を擁立するなど、求心力の低下が否めない状態になっている。
2020年12月、今後の去就が注目される中、社交ダンスの番組「Ballando con le stelle」にゲスト出演し、インタビューで政界復帰を否定するコメントを行った。以降はコメンテーターとしてテレビに出演したり、同性愛を擁護する運動に参加するなどの穏健な活動が中心となっている。
2022年、フォルツァ・イタリア所属のアントニオ・タイヤーニ欧州議会議員が下院選に出馬する為に任期途中で辞任した事により、後任の欧州議会議員として政界復帰した。
2024年、フォルツァ・イタリア所属の候補として欧州議会選に出馬したが、落選し議席を維持する事はできなかった。

## 略歴
- 1962年、ベニート・ムッソリーニの三男ロマーノ・ムッソリーニとアンナ・マリア・シコローネとの間にローマで生まれる。
- 1977年、映画『特別な一日』（Una giornata particolare、エットレ・スコーラ監督）でマリア・ルイサ役として母方の伯母ソフィア・ローレンと共演。
- 1986年、ローマ・ラ・サピエンツァ大学医学修士課程修了。外科医として医師免許を取得。
- 1990年、税関吏マウロ・フロリアーニと結婚、一男二女を儲ける。
- 1990年、映画"Ha-Derech L'Ein Harod"にリオラ役で出演。最後の映画出演となる。
- 1992年、イタリア社会運動に入党。同年の下院選に立候補し、下院議員に初当選。
- 1993年、ナポリ市長戦に立候補し、決選投票まで進むものの落選。
- 1994年、イタリア社会運動から下院選挙に出馬し、当選（再選）。
- 1995年、イタリア社会運動を中心とするイタリア国民同盟の結党に参加。
- 1996年、国民同盟から下院選挙に出馬し、当選（三選）。
- 2001年、国民同盟から下院選挙に出馬し、当選（四選）。
- 2003年、国民同盟の穏健化に反発して離党を表明。ネオファシストの新政党「行動の自由」（後に社会行動に改称）と政治会派「社会的選択」を結成。
- 2004年、下院議員を辞任。社会的選択から欧州議会選に立候補し、欧州議会議員に初当選。
- 2006年、欧州会派「社会的選択」を解散。
- 2008年、欧州議会議員を辞任。社会行動から下院選挙に出馬し、当選（五選）。
- 2009年、国民同盟とフォルツァ・イタリアが合流して結党された自由の人民に、社会行動を率いて合流。
- 2013年、自由の人民の分裂に伴い、フォルツァ・イタリアの再結党に参加。フォルツァ・イタリアから上院選挙に出馬し、初当選。
- 2014年、上院議員を辞任。フォルツァ・イタリアから欧州議会選に立候補し、当選（再選）。
- 2018年、コンテ政権を支持してフォルツァ・イタリアを離党（選挙協力は継続）。
- 2019年、無所属候補として欧州議会議員選挙に出馬し、落選。
- 2020年、政界引退を声明。
- 2022年、アントニオ・タイヤーニの後任として欧州議会議員に就任し、政界復帰。
- 2024年、フォルツァ・イタリアから欧州議会選に立候補し、落選。

## ディスコグラフィー

### アルバム
- 1982年 「アモーレ」(Amore) (アルファレコード ALFA ALR 22002)

### シングル
- 1982年 「ラヴ・イズ・ラヴ」("Love Is Love") (アルファレコード ALFA ALR 755)
- 1982年 「Tokio Fantasy」(アルファレコード ALFA ALR 756)